# وزارة شؤون الشباب (البحرين)
وزارة شؤون الشباب هي الوزارة المشرفة على برامج الشباب بمملكة البحرين، تأسست عام 2015، ويترأسها روان بنت نجيب توفيقي

## نبذة تاريخية
- في عام 1975 أصدر الشيخ عيسى بن سلمان آل خليفة أمير دولة البحرين آنذاك المرسوم الأميري رقم (2) لسنة 1975 بإنشاء مجلس أعلى للشباب والرياضة برئاسة الشيخ حمد بن عيسى آل خليفة، ليكون مسؤولاً عن وضع السياسة العامة لبرامج الشباب والرياضة بهدف تحقيق التكامل في الأنشطة الشبابية والرياضية، وتعزيز بناء المواطن الصالح اجتماعياً، بدنياً وعقلياً.
- لاحقاً، صدر المرسوم بقانون رقم (5) لسنة 1983 لتعديل المرسوم الأميري رقم (2) لسنة 1975، حيث تم إنشاء "المؤسسة العامة للشباب والرياضة" لتكون تابعة للمجلس الأعلى للشباب والرياضة، وتعمل كجهازه التنفيذي. تولت المؤسسة اقتراح وتنفيذ خطط وبرامج تتعلق بخدمات الطفولة والشباب والرياضة بالتعاون مع الجهات المعنية، إضافة إلى تجهيز المنشآت الرياضية، وتوفير الفنيين، وتدريب القيادات الشبابية والرياضية.
- في عام 2010، صدر المرسوم بقانون رقم (33) لتعديل بعض أحكام المرسوم بقانون رقم (5) لسنة 1983، حيث أُسندت إلى المؤسسة العامة للشباب والرياضة مسؤولية الإشراف على قطاع الشباب، المراكز الشبابية، الأندية الوطنية، والمنشآت الرياضية.
- وفي عام 2015، أصدر الملك حمد بن عيسى آل خليفة، ملك مملكة البحرين، المرسوم رقم (27) لسنة 2015 بتعيين وزير لشؤون الشباب والرياضة للإشراف على المؤسسة العامة للشباب والرياضة. لاحقاً، صدر المرسوم بقانون رقم (35) لسنة 2015 بإلغاء المؤسسة العامة للشباب والرياضة، ونقل اختصاصاتها إلى وزارة شؤون الشباب والرياضة أو الجهة المختصة التي يُحددها مرسوم. كما تم نقل جميع موظفي المؤسسة إلى الوزارة مع الحفاظ على حقوقهم ومزاياهم الوظيفية.[1]

## قائمة الوزراء
| # | شاغل المنصب       | بداية المنصب   | نهاية المنصب   | رئيس مجلس الوزراء |
| - | ----------------- | -------------- | -------------- | ----------------- |
| 1 | هشام محمد الجودر  | 15 أبريل 2015  | 4 ديسمبر 2018  |                   |
| 2 | أيمن توفيق المؤيد | 4 ديسمبر 2018  | 21 نوفمبر 2022 |                   |
| 3 | روان نجيب توفيقي  | 21 نوفمبر 2022 | حتى الأن       |                   |

## جوائز
- 2006 شهادة ISO9001ا
- 2009 جائزة أفضل وزارة متطورة إلكترونيا
- 2011 جائزة أفضل تطبيقات حكومية
- 2012 وسام الاستحقاق الذهبي
- 2012 جائزة التميز في الجودة
- 2013 جائزة الباحث المتميز في مجال الرياضة والحركة الأولمبية
- 2014 شهادة أفضل الممارسات في مجال الشباب
- 2014 شهادة الصحة والسلامة المهنية
- 2014 درع الريادة في "جائزة الحكومة الإلكترونية العربية"
- 2015 أفضل خدمة حكومية لدول مجلس التعاون لدول الخليج العربي
- 2015 جائزة أفضل خدمة إلكترونية
- 2015 جائزة الشيخة فاطمة بنت مبارك للمرأة الرياضية للفئة الثانية (تطوير الناشئات)
- 2015 شهادة من شركة مايكروسوفت وذلك عن تبني مشروع Lync 2013.
- 2015 نظام إدارة الجودة ISO9001:2015
- 2016 جائزة MEED على المستوى الوطني والخليجي لفئة المشاريع الصغيرة
- 2016 شهادة نظام إدارة استمرارية العمل
- 2016 Case-study من شركة مايكروسوفت عن نظام احضر جهازك الخاص (BYOD)
- 2016 Case-study من شركة مايكروسوفت عن نظام مايكروسوفت لإدارة العمليات (OMS)
- 2016 Case-study من شركة ميتالوجيكس (Metalogix)عن تطبيق نظام الأرشفة
- 2016 جائزة الشيخ سالم العلي الصباح للمعلوماتية عن تطبيق الهاتف النقال
- 2016 نظام إدارة الطاقة ISO50001:2011
- 2016 نظام إدارة الفعاليات المستدامة ISO20121:2012
- 2017 مشروع العام في المجال الاجتماعي والثقافي والتراثي
- 2017 جائزة الأميرة سبيكة بنت إبراهيم آل خليفة لتمكين المرأة البحرينية
- 2018 شهادة ثقة لأمن المعلومات – المستوى الثاني
- 2018 جائزة الشراكة المجتمعية في مؤتمر Meet ICT
- 2018 أفضل قسم تقنية معلومات لعام 2018
- 2018 أفضل فريق إبداعي لعام 2018
- 2018 فريق السعادة لعام 2018
- 2018 الكتاب الإلكتروني للعام
- 2018 الحملة التسويقية الرياضية للعام
- 2018 جائزة مبادرة العام
- 2018 جائزة اتجاه المبادرات المؤسسية - الجودة